# Song Min-ji
Song Min-ji (koreanisch 송민지; * 30. März 1998) ist eine südkoreanische Radrennfahrerin, die auf Straße und Bahn aktiv ist.

## Sportlicher Werdegang
Song begann mit dem Radsport, als sie auf der Mittelschule war. Als Juniorin gehörte sie 2015 und 2016 zur Nationalmannschaft und wurde 2016 dreifache Asienmeisterin auf der Bahn (Scratch, Einerverfolgung, Mannschaftsverfolgung); auch bei der Junioren-WM 2015 vertrat sie ihr Land.
Nach ihrer Juniorenzeit gehörte Song dem koreanischen Radsportteam Samyang an, wobei sie lange Zeit nur in Korea fuhr. Auf Straße und Bahn gelangen ihr mehrere Podiumsplatzierungen bei nationalen Meisterschaften, jedoch nie ein Sieg. Erst 2023 trat sie wieder international in Erscheinung. Auf der Bahn erreichte sie 2023 einen vierten Platz bei den Asienspielen und 2024 sowie 2025 jeweils dritte Plätze bei den Asienmeisterschaften, jeweils in der Mannschaftsverfolgung.
Auf der Straße fuhr Song 2023 erstmals die Asien-Meisterschaften, dazu die Tour of Thailand. Bei den Asienmeisterschaften 2024 gewann sie das Straßenrennen der Elite im Sprint. Sie war Südkoreas Vertreterin im olympischen Straßenrennen 2024, das sie allerdings nicht zu Ende fahren konnte.

## Erfolge

### Bahn
2015
 Asienmeisterschaften (Junioren) – Mannschaftsverfolgung (mit Kim Soo-hyun, Kim Ok-hui und Kim Dae-un)
 Asienmeisterschaften (Junioren) – Teamsprint (mit Kim Soo-hyun)
2016
 Asienmeisterin (Junioren) – Scratch, Einerverfolgung, Mannschaftsverfolgung (mit Kim Soo-hyun, Kim Hye-su und Kwak Da-bin)
2024
 Asienmeisterschaften – Mannschaftsverfolgung (mit Kang Hyunk-yung, Kim Min-jeong und Lee Eun-hee)
2025
 Asienmeisterschaften – Mannschaftsverfolgung (mit Shin Ji-eun, Jang Su-ji und Kim Min-jeong)

### Straße
2024
 Asienmeisterin – Straßenrennen